# Born to Be Free (X Japan-dal)
A Born to Be Free az X Japan japán heavymetal-együttes 22. kislemeze, mely 2015. november 6-án jelent meg az EMI kiadásában és Yoshiki írta.
A dal 21. helyezett volt a Billboard Japan Hot 100 listáján. Vezette az iTunes rocklistáját Franciaországban, Svédországban, Mexikóban, Peruban, Argentínában, Szingapúrban, Taijvanon, Hongkongban, Makaón és Japánban.

## Háttér
A dalt Los Angelesben vették fel Yoshiki saját stúdiójában (korábbi nevén Larrabee East) és Chris Lord-Alge keverte. A dalt 2010. július 1-jén, a Club Nokia épületében adták elő először.
A végső verziót audiostreamként tették elérhetővé 2015. október 23-án 24 órára a Metal Hammer magazin weboldalán. A weboldal többször is összeomlott a megnövekedett forgalom miatt. Hivatalosan november 6-tól vált letölthetővé az iTunes-on. A dalt felhasználták a Last Knights című amerikai film televíziós reklámjában.
A dalhoz két videóklip is készült, az első a Club Nokia-beli élő fellépésről, melyet Yoshiki rendezett és a Panasonic új 3D-s, prototípus kamerájával filmezték. A videóklipben megjelenik Stan Lee is, Sátánként. A második videóklip montázs, élő fellépésekből és rajongói üzenetekből.

## Számlista
| #  | Cím             | Szerző(k) | Hossz |
| -- | --------------- | --------- | ----- |
| 1. | Born to Be Free | Yoshiki   | 5:33  |

## Fordítás
Ez a szócikk részben vagy egészben  a   Born to Be Free (X Japan song) című angol Wikipédia-szócikk fordításán alapul.  Az eredeti cikk szerkesztőit annak laptörténete sorolja fel. Ez a jelzés csupán a megfogalmazás eredetét és a szerzői jogokat jelzi, nem szolgál a cikkben szereplő információk forrásmegjelöléseként.